# Мюнстерска комуна
Мюнстерска комуна 1534-1535 (на немски: Täuferreich von Münster) е революционна народна власт, установена в Мюнстер (Вестфалия) в резултат на въоръжена борба на плебса и бюргерството под ръководството на анабаптистите срещу сеньора на града княз-епископ Франц фон Валдек.
Ръководител на комуната е Ян Матис. След неговата смърт на 5 април 1534 г. ръководител става Йоан Лайденски. Анабаптиските власти осъществяват редица уравнителски мероприятия. На 25 юни 1535 г. след 14-месечна отбрана Мюнстер пада.
Мюнстерската комуна е последният отглас на големите класови борби в Германия през първата половина на 16 век.